# Biglia (famiglia)
I Biglia (o Bigli nella forma antica) furono una famiglia della nobiltà milanese, che per due secoli ebbe forte influenza sulla città di Mezzana Bigli.

## Origini e storia
La famiglia fece fortuna nell'ultima parte della dominazione sforzesca del milanese quando, nel XVII sec., il Re di Francia concesse loro il feudo di Mezzana Bigli col titolo di conte. Ancora oggi dal 2007, nello stemma comunale di Saronno campeggia sopra il castello ammattonato di rosso, una biglia di nero a ricordo di questa famiglia.
Diversi suoi esponenti ricoprirono poi cariche importanti in magistrature e uffici governativi del periodo del dominio spagnolo sul ducato di Milano, contraendo matrimoni con casate di rilievo come i Borromeo ed i Confalonieri. La famiglia ottenne il titolo di marchese del Sacro Romano Impero nel 1623. Fulvia (1742 - 1828?), dama dell'Ordine della croce stellata e ultima discendente della sua illustre casata, nel 1759 sposò il marchese Tiberio Crivelli, alla cui famiglia vennero trasferiti i possedimenti familiari di Balossa e Pagazzano, già di proprietà del suocero Vitaliano Bigli (1731 - 1804). Il feudo di Paganazzano nello specifico era pervenuto ai Biglia dai Visconti.
Tra le altre residenze, i Biglia furono proprietari di Palazzo Bigli e di Palazzo Bigli Samoyloff a Milano, del Castello di Pagazzano e di quello di Corneliano Bertario, nonché Villa Gaia a Robecco sul Naviglio per tre generazioni nel XVIII secolo.
A loro è dedicata via dei Conti Biglia, a Niguarda.